# Телеваг
Телевог (Telavåg) е малко рибарско селище в Норвегия с население от 600 души. То се намира на остров Сотра, разположен в Северно море непосредствено в крайбрежието на 40 км югозападно от Берген. Има мост, който свързва острова със сушата.
На 26 април 1942 година, по време на Втората световна война, когато Гестапо разбира, че селото крие двама души, то идва да ги арестува. Завързва се престрелка и двама немски офицери са убити. Отговорът на немците е чудовищен - всички сгради са разрушени, лодките потопени, а добитъкът отведен. Всички мъже са или убити, или отведени в концентрационен лагер (където половината умират в плен). Жените и децата са вкарани в затвор за 2 години.